# Alfons Runde
Alfons Runde (* 24. Februar 1954 in Ibbenbüren) ist ein deutscher Ökonom und Professor für Betriebswirtschaftslehre an der SRH Fernhochschule.

## Leben
Nach dem Studium der Betriebswirtschaftslehre an der Fachhochschule Münster mit den Studienschwerpunkten Rechnungswesen und Finanzierung war er bis 1983 in der Bildungs- und Hochschularbeit (u. a. an der Fachhochschule Osnabrück) tätig.
Von 1983 bis 2005 war er in Vorstands- und Geschäftsführungspositionen verschiedener Gesundheitseinrichtungen (u. a. Psychiatrisches Zentrum Nordbaden, Aulendorfer Kliniken, Klinikum Starnberg) tätig. Von 2006 bis 2015 arbeitete er freiberuflich als Berater für Gesundheitseinrichtungen und konzentrierte sich hierbei auf die konzeptionelle Entwicklung von Ärzte- und Gesundheitszentren. 1998 wurde er als Professor für Gesundheitsökonomie und Krankenhausmanagement an die SRH Fernhochschule berufen und leitete dort den Masterstudiengang Health Care Management.
Alfons Runde war in seinem hauptberuflichen Wirken auch in anderen Funktionen und Ämtern engagiert. So war er zeitweise Geschäftsführer bei der MediCare GmbH in München und trieb in dieser Zeit federführend die Planung und Realisierung der Airportclinic M am Münchener Flughafen voran. Des Weiteren war er Gründungspräsident der Bavaria Medical Group, einem Kooperationsverbund bayerischer Krankenhäuser mit internationalem Patientenklientel. Über viele Jahre wirkte er als Vorstandsmitglied in der International Prevention Organization, einem Netzwerk zur Förderung gesundheitsorientierter Lebensführung und vertrat dort die gesundheitsökonomischen Themenfelder.
Seit Ende des Jahres 2015 befindet sich Alfons Runde im Ruhestand, betreut aber weiterhin in geringem Umfang Lehrveranstaltungen und Abschlussarbeiten.

## Werke (Auswahl)
- A. Runde, J. Merk, A. Rahmel: Die Situation des Gesundheitssystems und Entwicklungsprognosen über die demographische und medizintechnische Entwicklung. In: Martin Dabrowski, Judith Wolf, Karlies Abmeier (Hrsg.): Gesundheitssystem und Gerechtigkeit. (= Sozialethik konkret). Verlag Ferdinand Schöningh, Münster 2012, S. 11–43.
- A. Runde, P. Da-Cruz, P. Schwegel: Talentmanagement – Innovative Strategien für das Personalmanagement von Gesundheitseinrichtungen. Verlag medhochzwei, Heidelberg 2012.
- A. Runde, S. Heidl: Zwischen Frustration und Fürsorge. In: Führen & Wirtschaften im Krankenhaus. Nr. 10, 2016.
- A. Runde: Umworben und begehrt: Die Generation Y. In: Führung und Personalmanagement. Nr. 02, 2015, S. 13–16.
- A. Runde, P. Da-Cruz, P. Schwegel: Pigment verleiht Visionen Ausdruck. In: Führen & Wirtschaften. Nr. 4, 2012, S. 392–395.
- A. Runde: Arbeitgeberattraktivität im Kontext eines von Frauen dominierten Teil-Arbeitsmarktes. In: medhochzwei newsletter. (Autorenkommentar), Ausgabe: 03/2012.
- A. Runde, P. Da-Cruz, P. Schwegel: Surfen im Kandidatenpool. In: Führen & Wirtschaften. Nr. 4, 2011, S. 379–381.
- A. Runde: Arbeitgeberattraktivität im Kontext eines von Frauen dominierten Teil-Arbeitsmarktes. In: medhochzwei newsletter. (Autorenkommentar), Ausgabe: 03/2012.